# Totness
Totness – stolica dystryktu Coronie oraz okręg (ressorten), w Surinamie. Według danych na rok 2012 miasto zamieszkiwało 2150 osób, a gęstość zaludnienia wyniosła 12,43 os./km².

## Demografia
Ludność historyczna:
| Rok                           | 2004  | 2012  |
| ----------------------------- | ----- | ----- |
| Ludność                       | 1684  | 2150  |
| Gęstość zaludnienia os./km²   | 9,7   | 12,43 |
| Roczna zmiana liczby ludności | +3,1% | +3,1% |

## Klimat
Średnia temperatura wynosi 24°C.Najcieplejszym miesiącem jest marzec (26°C), a najzimniejszym miesiącem jest czerwiec (22 °C). Średnie opady wynoszą 2089 milimetrów rocznie. Najbardziej wilgotnym miesiącem jest maj (335 milimetrów deszczu), a najbardziej suchym miesiącem jest wrzesień (55 milimetrów deszczu).